# Nandita Mahtani
 (décembre 2021).
Nandita Mahtani est créatrice de mode indienne. Elle est née et vit à Bombay. 
Avec l'acteur indien Dino Morea elle dirige une entreprise appelée Playground. Depuis quelques années, Mahtani a conçu le style et coiffé le joueur de cricket Virat Kohli,,.
Sa sœur Anu Mahtani est mariée à Sanjay Hinduja, le fils de Gopichand Hinduja, un homme d'affaires d'origine indienne.